# الجنة والنار (مسلسل)
الجنة والنار هو مسلسل دراما عراقي. من بطولة سنان العزاوي وأمير عبد الحسين. ومن اخراج وتأليف مصطفى ستار الركابي. عرض في عام 2024 على تطبيق المنصة. وهو مسلسل اجتماعي ودرامي تدور أحداثه في محافظة ذي قار وتتمحور قصته حول الصراع بين الخير والشر.

## الممثلون
- سنان العزاوي بدور فرج.
- أمير عبد الحسين بدور حيدر.
- أمير أبو الهيل بدور حسن .
- تحسين داحس بدور جواد.
- أحمد نسيم بدور سید جعفر.
- مخلد جاسم بدور عماد.
- زمن علي بدور وفاء .
- اسراء ياسين
- زهراء كلخان بدور زینب.
- حيدر الحمداني
- عمر دبور
- علي الساهر
- انمار كريم
- جاد جارالله
- زين كزار
- فراس عادل
- مهدي المنقذ
- رعد محل
- علي الكرار
- نوار جواد
- علاء نوماس بدور نافع
- عمار الحمادي
- كرار الساحر
- نواف خالد
- زيدون داخل
- ياسر البراك بدور الخال ستار المحامي